# 대니얼 위핀
대니얼 위핀(영어: Daniel Wiffen, 2001년 7월 14일~)은 아일랜드와 북아일랜드의 수영 선수로 주 종목은 자유형이다. 2024년 하계 올림픽에서 남자 자유형 800m 종목 금메달을 획득했다.

## 경력
2024년 7월 프랑스 파리에서 열린 2024년 하계 올림픽에 참가했다. 위핀은 800m 자유형에서 결승에 진출했으며 7분 38.19초의 올림픽 신기록으로 금메달을 획득했다. 위핀의 800m 자유형 금메달은 아일랜드의 역대 12번째 올림픽 금메달이며 1996년 하계 올림픽 이후 첫 올림픽 수영 금메달이다. 또한 그는 1972년 이후 첫 북아일랜드의 올림픽 개인 금메달리스트가 되었다.